# Possenhofeni kastély
A possenhofeni kastély (Schloss Possenhofen) egy épületcsoport a hozzátartozó parkkal és kertekkel együtt Felső-Bajorország Starnbergi járásában, Possenhofenben, a mai Pöcking község közigazgatási területén, a Starnbergi-tó partján. Változatos történelme után 1834-ben került Miksa József bajor herceg tulajdonába, aki itt élt családjával, itt születtek ifjabb gyermekei, köztük Erzsébet hercegnő, a későbbi osztrák császárné és magyar királyné, aki testvéreivel együtt itt töltötte gyermekkorának legnagyobb részét. Három épületrészből áll, a régi kastélyból, a 19. századi új kastélyból, amelyet alakjáról „patkó” szárnynak is neveznek, és kettő között álló kápolnából, melyet fedett folyosó köt össze a másik kettővel.
A kastély az 1950-es években bemutatott osztrák Sissi-filmtrilógia sikere nyomán szerzett világhírnevet annak ellenére, hogy a filmbeli Possenhofenben játszódó jeleneteket nem itt, hanem az ausztriai Salzkammergutban forgatták. A possenhofeni kastély a 20. században többször gazdát cserélt, állapota leromlott. 1981-ben privatizálták és többlakásos társasházzá alakították. Parkjának egy része szabadon látogatható.

## Története

### A kezdetek
Az első ismert várat a 13. században építették a mai kastély közelében, a mai Kálvária-hegyen. Ez ismeretlen ideig állt fenn. Több tulajdonosváltás után 1515-ben Possenhofen községet Jakob Rosenbusch hercegi titkár kapta meg IV. Vilmos bajor hercegtől azzal a kikötéssel, hogy a Starnbergi-tó partján kúriát építsen, hercegi vadászkastély céljára. Az első, fából épült ház nem nyerte el az oda látogató Vilmos herceg és öccse, Lajos herceg tetszését. Rosenbusch ezért 1536-ban, immár kőből megépítette a ma is álló possenhofeni (régi) kastélyt, egy négyzet-alaprajzú, kontyos tetős épületet, négy saroktornnyal. A faépület a szolgák szállása lett. Vilmos herceg nemesi rangra emelte Rosenbusch-t, aki 1548-ban további birtokokat vett Feldafingban és Pöckingben, továbbá megszerezte a Starnbergi-tó egyetlen szigetét, a Rózsák szigetét (Roseninsel). Halála után fia, Christoph Rosenbusch a possenhofeni birtokot 1582-ben eladta Mathias von Schöll kapitánynak. 1595-ben Possenhofent és Pöckinget Hans Conrad Hörwarth von Hohenburg kancellár vette meg, 1619-ben legidősebb fia, Hans Caspar von Hörwarth örökölte. A harmincéves háborúban a kastélyt többször kifosztották.
1668-ban Hans Caspar von Hörwarth özvegye 30 000 guldenért eladta a birtokot Ferdinánd Mária választófejedelemnek. A kastélyt a bajor uralkodópár vadászatokon és kirándulásokon használta szálláshelyként, amikor udvartartásukkal együtt a Bucentaurus nevű parádés díszgályán ideérkeztek.
Ferdinand Mária választófejedelem halála (1679) után a kastélyt fia, II. Miksa Emánuel bajor választófejedelem örökölte, aki 1685-ben átadta azt kisserényi Serényi János Károly grófnak, a bajor udvari haditanács elnökének, aki Bécs felmentésekor és a török elleni háborúban Miksa harcostársa és hadvezére volt. Serényi a bajor hadtesttel részt vett Buda 1686-os visszafoglalásában, és 1691-ben tábornagyi rangban csatában esett el.
1700-ban a Serényi-család eladta Johann Rudolf von Wämpl-nek, aki felújította és egy emelet ráépítésével bővítette. 1779-ben a birtokot Jean-Gaspard (Johann Kaspar) Basselet de La Rosée, a bajor hadsereg francia születésű tábornoka, a szomszédos Garatshausen község birtokosa vette meg.

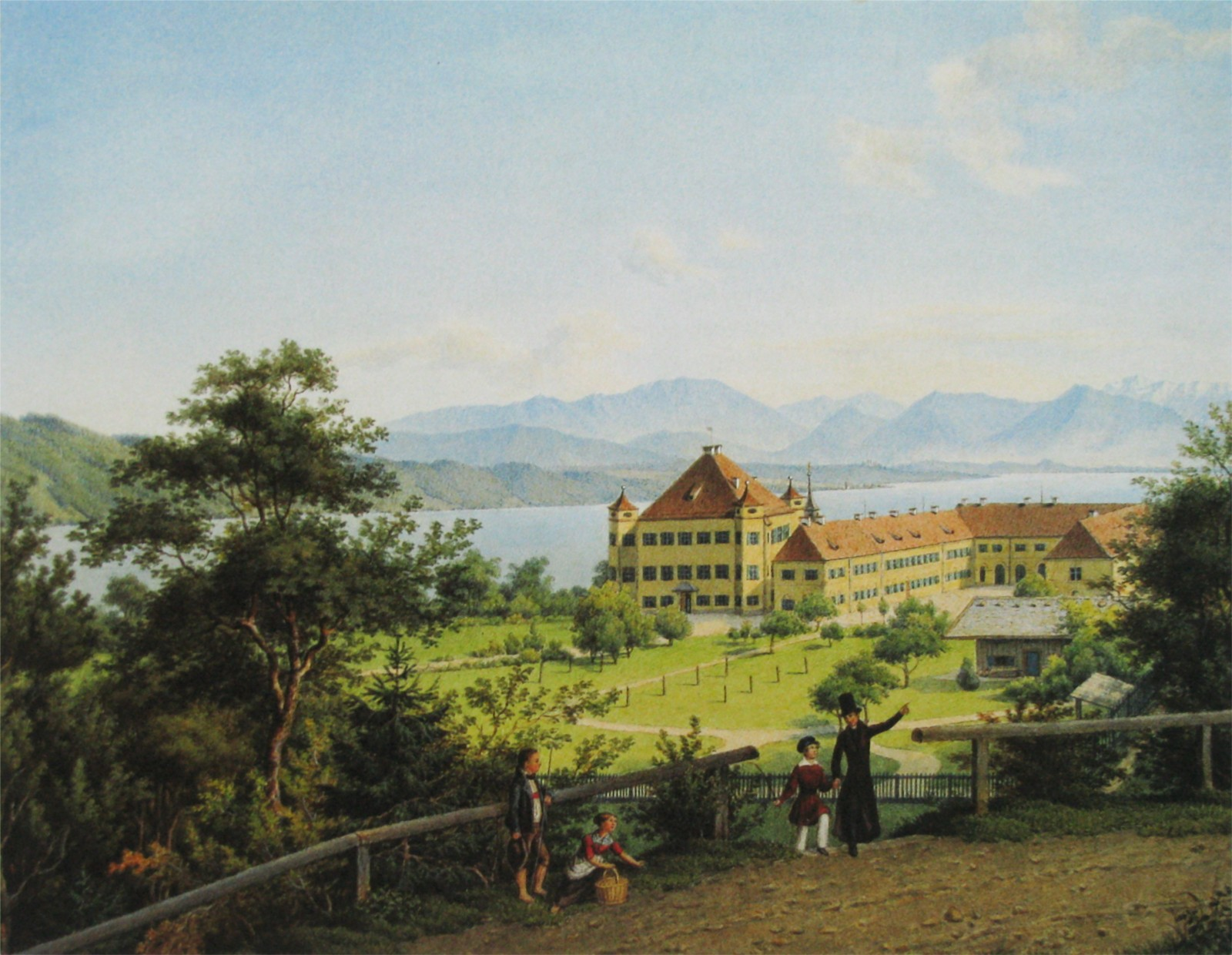
A possenhofeni kastély 1839-ben, már Miksa József herceg birtokában (Franz Xaver Nachtmann akvarellje).

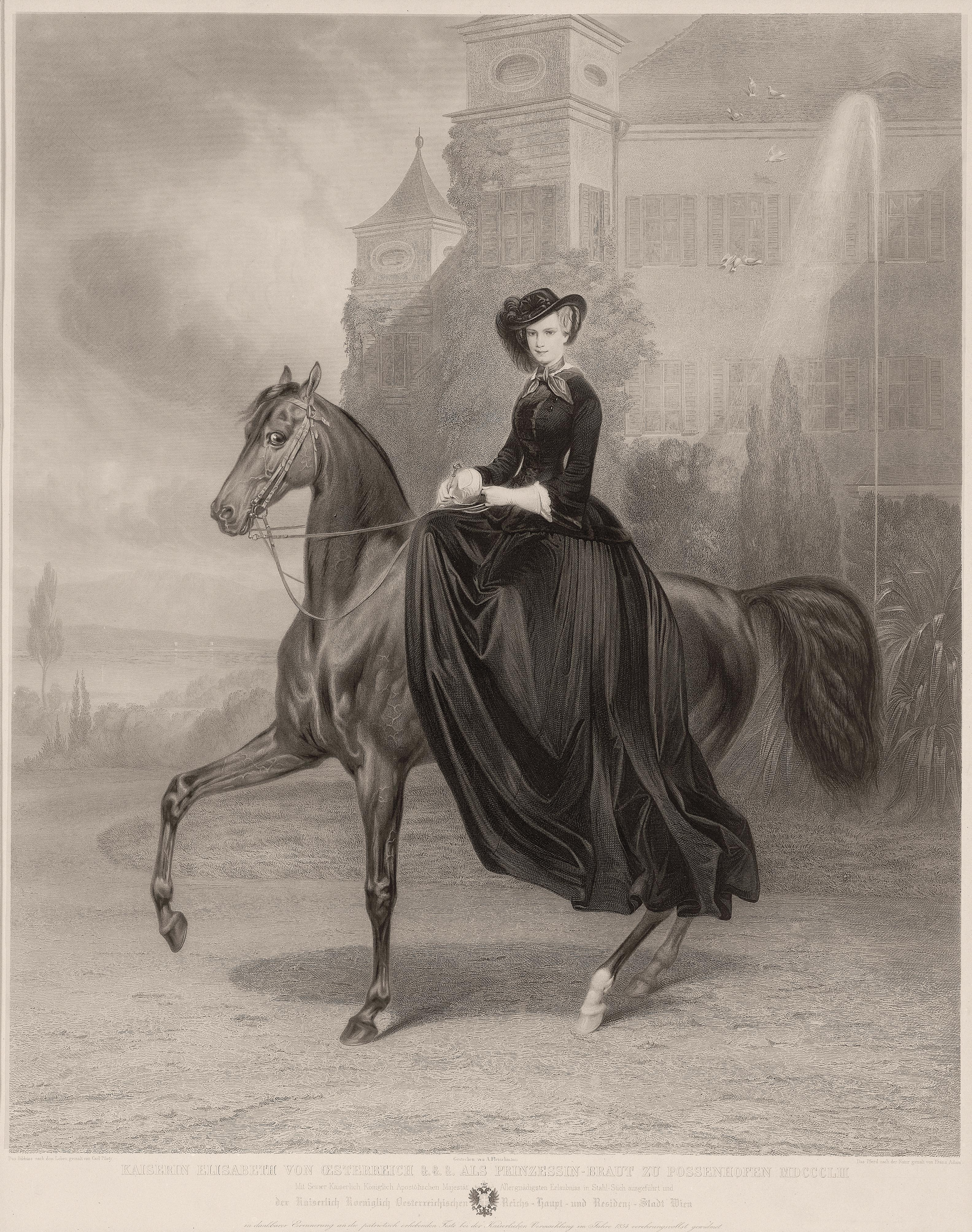
Erzsébet hercegnő 1853-ban, eljegyzett menyasszonyként, a possenhofeni kastély előtt (Andreas Johann Fleischmann metszete)

### Miksa József herceg családi rezidenciája
További tulajdonváltások után 1834-ben Wittelsbach-ház pfalz–birkenfeld–gelnhauseni mellékágából való Miksa József bajor herceg (Max in Bayern) 145 000 guldenért megvásárolta a possenhofeni és a garatshauseni kastélyokat és a hozzájuk tartozó községeket is. A következő években a kastély homlokzatait, nyílászáróit és belsejét is jelentősen átalakíttatta. Reprezentatív díszlépcsőházat építtetett. Új cserépkályhák készültek, fehér színű, késő klasszicista stílusban. A földszinti boltozatos mennyezeteket és a tóra néző dísztermek eredeti fagerendás mennyezetét meghagyták.
A kastély nyugati oldalára új gazdasági épület, az úgynevezett „patkó” (Hufeisen) szárny épült. Nevét észak felé nyitott, patkó formájú alaprajzáról nyerte. Földszintjén kaptak helyet a lóistállók, hintó- és szekértárolók, javítóműhelyek, az emeleten lakott a nagyszámú személyzet. Az építész neve nem maradt fenn. 1854-ben a régi és új épület közé új kápolnát építettek Friedrich von Gärtner és Joseph Daniel Ohlmüller közreműködésével. Feltételezik, hogy a „patkó”-épületet is ők, vagy egy munkatársuk tervezhette.
A tóparton panorámakilátást nyújtó pihenőterasz, fürdőház és csónakház épült. A kastély Miksa herceg feleségének, Ludovika Vilma hercegnének és népes családjának rendszeres nyári lakóhelye lett. Nyolc gyermeke csak „Possi”-nak hívta a kastélyt. A hercegné rendszeresen itt lakott azután is, hogy gyermekei felnőttek és kirepültek. Érdekes, hogy maga Miksa igen ritkán tartózkodott Possenhofenben.
Erzsébet császárné, 1854-től Ferenc József császár felesége, 24 éven át rendszeresen hazalátogatva több héten át a közeli Strauch szállodában lakott, ezt később Hotel Kaiserin Elisabeth-re nevezték át.
1860 körül a hercegi pár újabb átépítéseket végeztetett, bergi kastélyuk mintájára. A lapos toronytetők helyére neogótikus csúcsok kerültek. A „patkó”-épületszárnyat egy emelettel megmagasították, homlokzata festett díszsávokat kapott.
Miksa József herceg 1888-ban, özvegye, Ludovika Vilma hercegné 1892-ben elhunyt. Fiuk, Károly Tivadar bajor herceg, a jó nevű szemorvos örökölte a kastélyt, aki Münchenben és Tegernsee-ben élt és praktizált, de a nyarakat Possenhofenben töltötte. Halála (1909) után az ő fia, Lajos Vilmos (1884–1968) vette birtokba és használta 1919-ig.

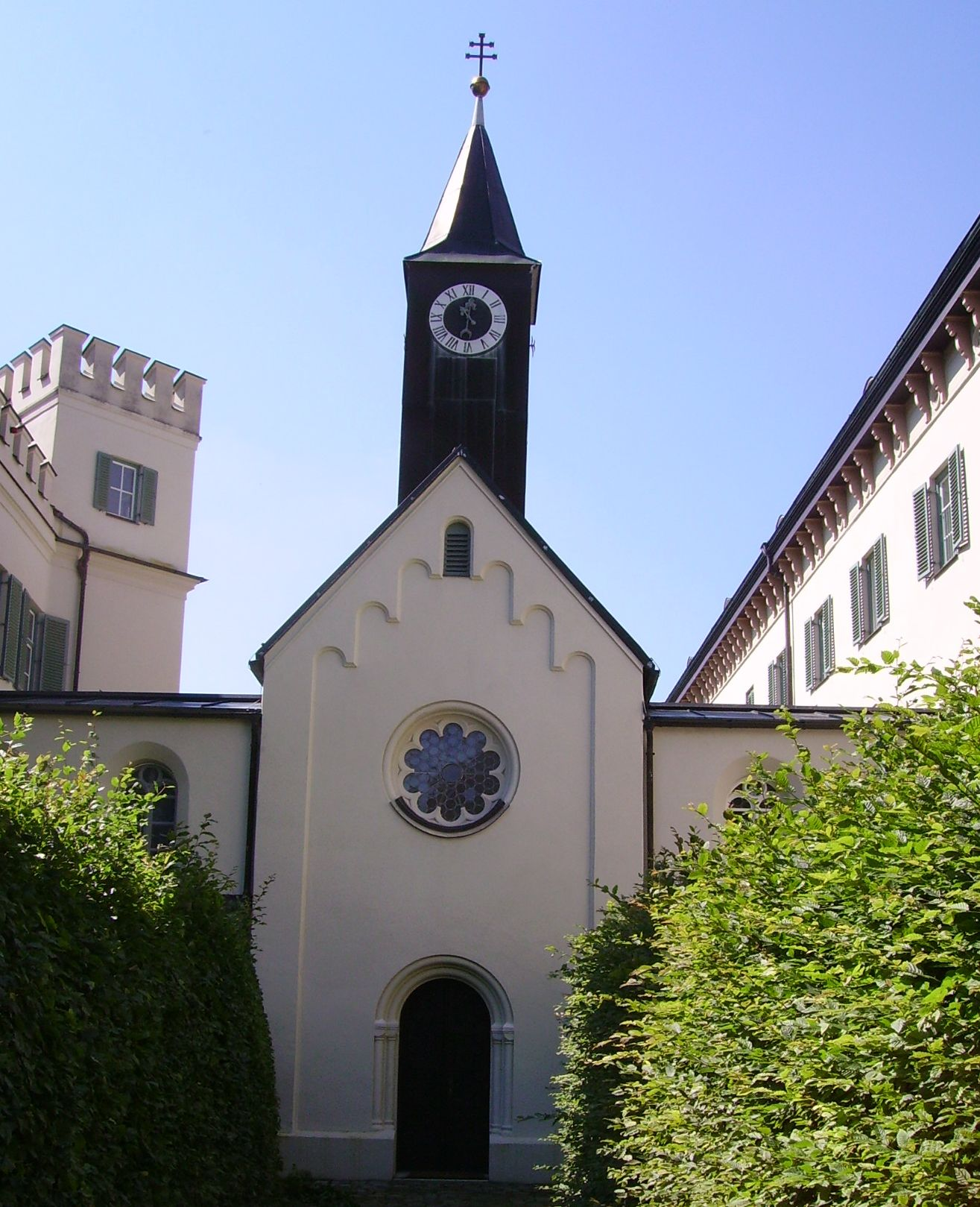
A possenhofi kastélykápolna (Daniel Ohlmüller, 1854)

### Két világháború között
Az első világháború és a bajor monarchia megszűnése után a hercegi család egyre ritkábban használta a kastélyt. Az 1920-as években a „Herzog in Bayern” családi ág utolsó sarja, a gyermektelen Lajos Vilmos gyermeküdülő céljára ajánlotta fel. 1936-ban a kastély birtokmegosztás révén Luitpold Emánuel herceghez (1890–1973), Miksa Emánuel fiához, Erzsébet császárné unokaöccséhez került, aki 1940-ben, az Anschluss után átengedte a német Nemzetiszocialista Népjóléti Egyletnek (Nationalsozialistische Volkswohlfahrt, NSV), anyaotthon létesítése céljából, de ez a terv a háború miatt meghiúsult, helyette a Luftwaffe szanitécképző intézményét rendezték be itt. Később hadikórház (lazarett), majd súlyos hadirokkantakat gondozó intézet lett. A második világháború végére a kastély állaga súlyosan leromlott.

### A második világháború után
1948-ban az ingatlan a Bajor Szabadállam – a Német Birodalom jogutódja – tulajdonába ment át. Még ugyanebben az évben az Erich und Kurt Bagusat motorkerékpár- és mopedgyártó vállalkozás megpályázta a kastélyt, és annak „patkó” épületében kerékpár-segédmotorokat gyártó üzemet rendezett be. Emellett a két innovatív cégtulajdonos a melléképületekben gyümölcskonzerveket is gyártott, lótenyészetet és versenyistállót üzemeltetett. Ez a használati mód három évtized alatt még inkább tönkretette a kastély állagát. A belső burkolatok megsemmisültek, a berendezési tárgyak eltűntek.
Luitpold Emánuel herceg minden anyagi eszközét új nagyszabású rezidenciájának, az 1912 óta épülő Ringberg kastélynak nehezen és lassan haladó építésére fordította, a Tegern-tó (Tegernsee) fölötti hegyekben. Ennek finanszírozására sorra eladta München városának a possenhofeni kastély körüli erdőket, csakúgy mint másik hercegi kastélyát, a münchen-schwabingi Biederstein kastélyt is. (A Ringberg-kastély még az 1970-es években sem volt lakható). A possenhofeni kastélypark egy részét a pöckingi önkormányzat később visszaszerezte a Bugusat motorgyártól, helyén felépült a Paradies fürdő- és pihenőközpont.

### Társasházzá alakítás
1981-ben a teljesen „lerohasztott” épületet a művészetpártoló Franz Eckehard Schilke professzor vette meg. Az épület egyes részei már életveszélyesek voltak, a fagerendákat gombafertőzés gyengítette meg. Schilke az épület megmentéséhez Rudolf Widmann tartományi építésügyi tanácsoshoz fordult. Terve szerint a kastélyt modern szállodává építették volna át. Ingatlanfejlesztők bevonásával, Erwin Schleich, Olivier von Beaulieu-Marconnay és Alexander Krieger müncheni építészek tervei alapján 1982–1984 között megtörtént a felújítás, apartman-társasházzá alakítás és a privatizálás. A projektet a Bajor Tartományi Műemlékvédelmi Hivatal felügyelte.
A magáningatlan jelenleg nem látogatható, de a tóparti területsávot az önkormányzat megtartotta, ez szabadon bejárható. 1985-től a kastély körüli park egy kisebb részét is megnyitották a nyilvánosság előtt.

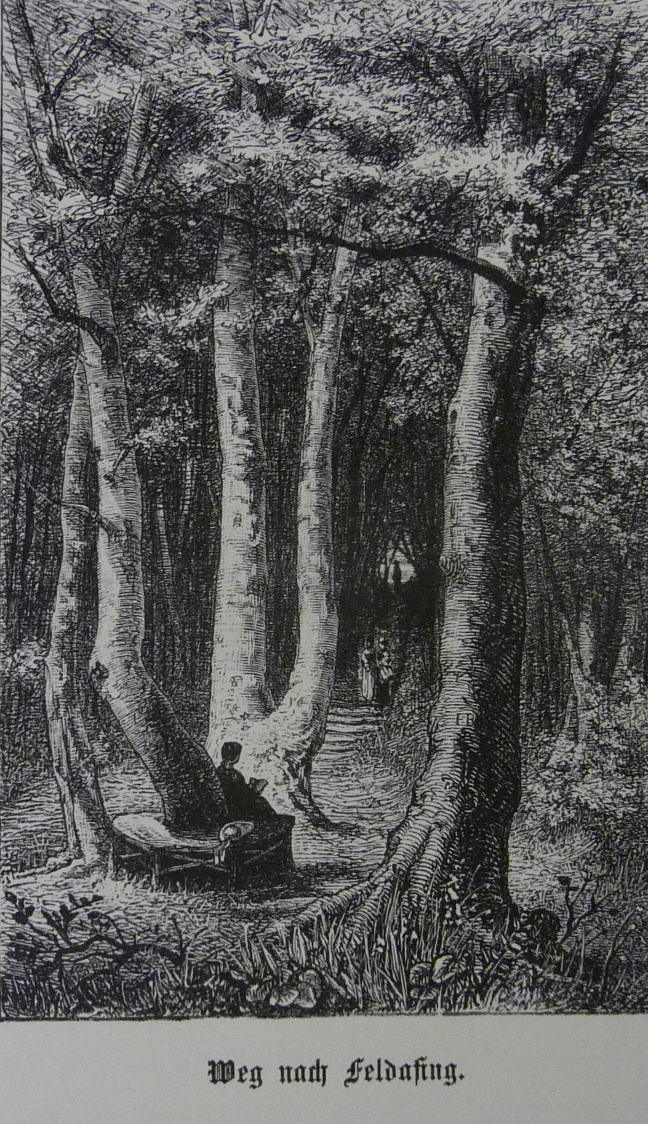
Erdei sétaút a hercegi parkban (könyvillusztráció, 1876)

## A kastélypark
A 16. században Jakob Rosenbusch konyhakertet építtetett a kastély körül, ahol gyümölcsöket termesztettek. A 17. században Ferdinánd Mária választófejedelem 1668-tól a gyümölcsfák mellé dísznövényekkel és rózsaültetvényeket telepített, és vadetetőket állíttatott fel. 1779-től de La Rosée tábornok, Granatshausen és a Rózsák szigetének ura Possenhofen megvásárlásával hatalmas összefüggő zöldterülethez jutott a Starnbergi-tópartján. Barokk díszkertet alakított ki, nyírt pázsittal, virágültetvény-alakzatokkal, szobrokkal és vízmedencékkel. Leányát, Josephine de La Rosée-t (1786–1870) Joseph von Hazzi (1768–1845) királyi jogtanácsoshoz adta férjhez, aki a 19. század elején komoly szerepet vitt Bajorország tájépítészetében, a mezőgazdaság és erdőgazdálkodás modernizálásában.
1834-től Miksa József felesége, Ludovika Vilma hercegné a hosszú tóparti területsávot parkosíttatta, virágágyásokkal szegélyezett sétautakat alakíttatott ki, árnyékot adó facsoportokkal és lugasokkal, ezeken egészen Feldafingig és Starnbergig el lehetett sétálni. A hercegné lebontatta a középkori védőfalakat és betemettette a sáncárkot is, kinyitva a kastélyparkot egészen a tópartig. A kertépítést Dominicus Kolb, Miksa herceg udvari főkertésze végezte.
Az 1850-es években a possenhofeni kastély környékén II. Miksa (József) bajor király nagyszabású kastély- és kertprojektet tervezett, amely a Starnbergi-tó teljes nyugati partját magában foglalta. 1854-től a király Peter Joseph Lennét, a porosz király főkertészét, a potsdami parkok létrehozóját bízta meg a tervezéssel. A kivitelezést 1855–1863 között Lenné tanítványa, Carl von Effner végezte. Az első világháború után az egész „Lenné-park” állaga fokozatosan romlásnak indult, az 1980-as évektől a bajor tartományi kormányzat támogatásával tették rendbe.

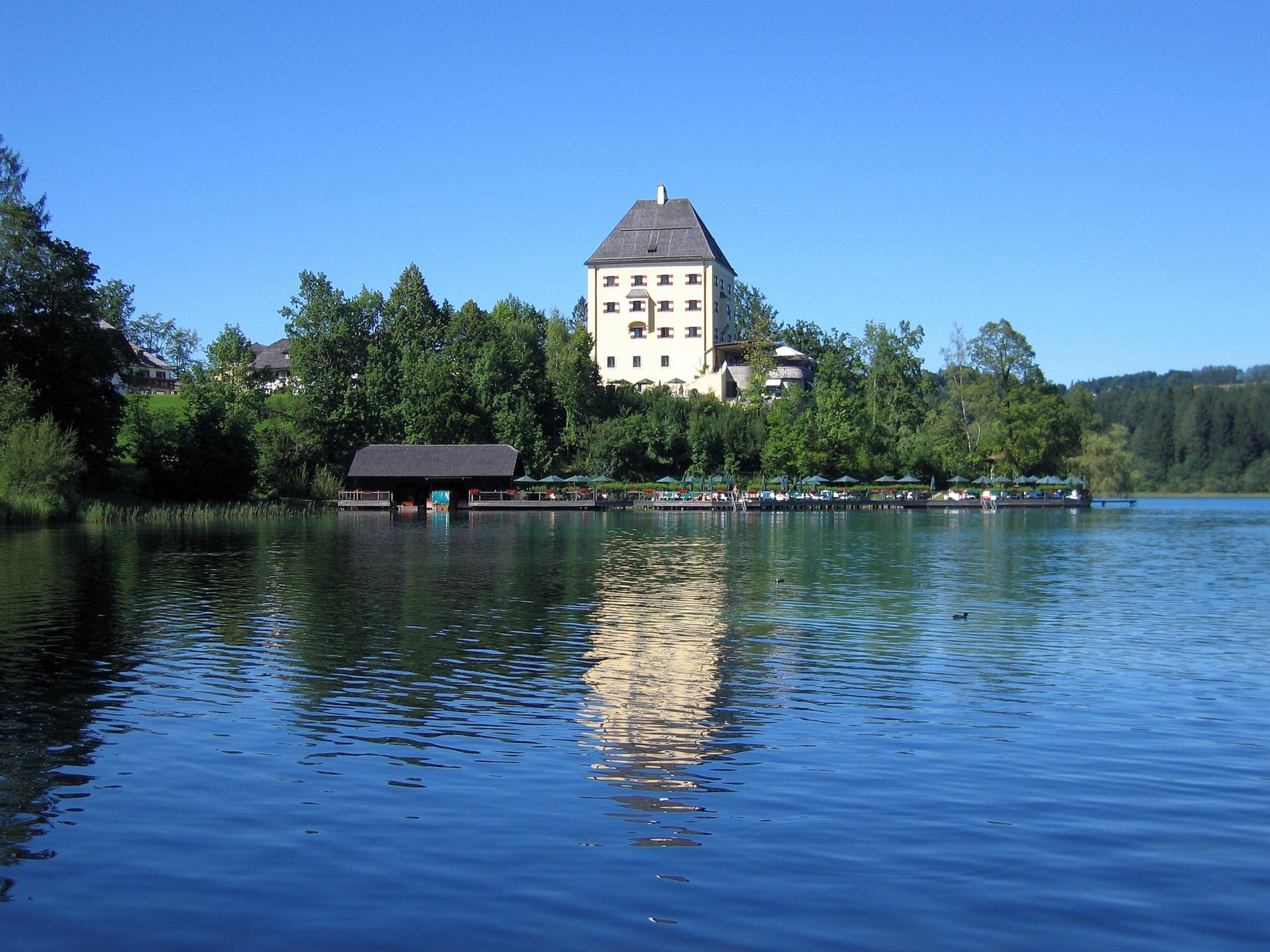
A fuschli kastély Ausztriában, a filmbéli „Possenhofen”

## A „Sissi-filmek” kastélya
Az Ernst Marischka által rendezett, az 1950-es években bemutatott osztrák Sissi-filmtrilógia sikere világhírnevet hozott a possenhofeni kastélynak annak ellenére, hogy a filmbéli „Possenhofenben”, a hercegi család otthonában játszódó jeleneteket nem itt, hanem Ausztriában, a salzkammerguti Fuschl am See községben, a Fuschli-tó partján álló, hasonló fekvésű vadászkastélyban forgatták.

## Kapcsolódó információk
- Bernhard Graf. Sisis Geschwister. München: Allitera Verlag (2017). ISBN 978-3-86906-977-7
- Marita Krauss, Erich Kasberger. Ein Dorf im Nationalsozialismus. Pöcking 1930–1950. München: Volk Verlag (2019). ISBN 978-3-862223-21-3
- Karl von Leoprechting. Stammbuch von Possenhofen, der Insel Wörth und Garatshausen. München: Wolf (1854)
- Gerhard Schober. Schlösser im Fünfseenland. Bayerische Adelssitze rund um den Starnberger See und den Ammersee. Waakirchen: Oreos, 204–225. o. (2005). ISBN 3-923657-83-8
- Sisi Schloss Possenhofen am Starnberger See. bayregio-starnberger-see.de. (Hozzáférés: 2020. október 10.)
- Starnberger See. Schloss Possenhofen. starnbergersee-info.de. (Hozzáférés: 2020. október 10.)